# Gnophos glaucinata
Gnophos glaucinata là một loài bướm đêm trong họ Geometridae.